# Рейнхард IV (граф Ганау-Мюнценберга)
Рейнхард IV Ганау-Мюнценбергский (нем. Reinhard IV. von Hanau-Münzenberg, 14 марта 1473 — 30 января 1512) — дворянин Священной Римской империи.

## Биография
Сын графа Филиппа I. В 1493 году побывал в Гейдельберге при дворе Курпфальца, в 1495 году присутствовал на важном для истории Священной Римской империи заседании Рейхстага в Вормсе. С 1496 года находящийся в преклонном возрасте отец начал передавать ему дела по управлению графством, а в 1500 году, после смерти отца, Рейнхард унаследовал титул.
В 1500 году Рейнхард осуществил обмен территориями с графством Изенбург, отдав Оффенбах-ам-Майн, и свою долю в замке Брахт, а взамен получив деревню Бишофсхайм (ныне — часть Майнталя), завершив тем самым длительный спор между двумя графствами. В 1503 году он обменял деревню Траис (ныне — часть Мюнценберга) на долю в Зекбахе (ныне — часть Франкфурта-на-Майне), принадлежащем Сольмсам. В 1504 году он приобрёл прочие доли Зекбаха, принадлежавшие различным владельцам.
Графство Ганау-Мюнценберг сильно пострадало во время войны за ландсхутское наследство от проходивших через графство гессенских войск и от того, что Гессен оккупировал Гомбург, приобретённый Ганау-Мюнценбергом в 1487 году за 19 тысяч гульденов.
В 1505 году император Максимилиан I сделал Рейнхарда своим советником.

## Семья и дети
13 февраля 1496 года Рейнхард IV женился на Катарине Шварцбург-Блакенбургской (1470—1514; в качестве приданого получила 4000 гульденов и шварцбургскую долю в имперском городе Гельнхаузен). У них было четверо детей:
1. Анна (1498—1498)
2. Бертольд (1499—1504)
3. Филипп II (1501—1529), унаследовавший титул
4. Бальтазар (1508—1534)